# Красная свадьба (фильм)
Кра́сная сва́дьба (фр. Noces rouges) — камбоджийский документальный фильм 2012 года, посвященный проблеме принудительных браков во времена правления Красных Кхмеров в Камбодже. Режиссёры — Лида Чан и Гийом Суон. Премьера фильма состоялась в 2012 году на международном фестивале документального кино IDFA, где он был отмечен лучшим документальным фильмом средней длины.

## Сюжет
Во время правления красных кхмеров в 1975—1979 гг. сексуальное насилие над женщинами стало обычным явлением. Согласно последним исследованиям, 30% опрошенных утверждают, что были непосредственными свидетелями актов насилия, более 250 тысяч женщин находились в принудительном браке с представителями красных кхмеров. Сочан Пен было шестнадцать, когда её заставили выйти замуж за одного их солдат. После их короткой, лишенной любви, свадьбы, новоиспеченный муж подчинился приказам командования и изнасиловал её.
Тридцать лет спустя дело Сочан расследует международный трибунал над красными кхмерами.
Съемки фильма проходили в камбоджийской провинции Поусат с 2010 по 2012 год.

## Награды и номинации
- Лучший документальный фильм средней длины — Международный фестиваль документального кино в Амстердаме (IDFA)